# Courris
Courris é uma comuna francesa na região administrativa da Occitânia, no departamento de Tarn. Estende-se por uma área de 9.42 km², e possui 80 habitantes, segundo o censo de 2018, com uma densidade de 8.5 hab/km².